# حكيم طراد
حكيم طراد العنزي ، لاعب كرة قدم كويتي. يلعب مع نادي النصر الكويتي.